# Нарсінгх Панчам Ядав
Нарсінгх Панчам Ядав (англ. Narsingh Pancham Yadav; нар. 6 серпня 1989, Варанасі, штат Уттар-Прадеш) — індійський борець вільного стилю, бронзовий призер чемпіонату світу, чемпіон та дворазовий бронзовий призер чемпіонатів Азії, бронзовий призер Азійських ігор, чемпіон Ігор Співдружності, учасник Олімпійських ігор.

## Біографія
Боротьбою почав займатися з 2000 року. Був бронзовим призером чемпіонату Азії 2005 року серед кадетів.
Усі спортивні здобутки пов'язані з вільною боротьбою, але іноді брав участь і в змаганнях найвищого рівня з греко-римської боротьби, так, наприклад, на чемпіонаті Азії 2015 року з цього виду спорту посів п'яте місце.
У 2012 році за спортивні досягнення був нагороджений премією «Арджуна».
У 2016-му Нарсінгх Панчам Ядав був дискваліфікований на чотири роки і відсторонений від участі в Олімпійських іграх 2016 року в Ріо-де-Жанейро рішенням Спортивного арбітражного суду після того, як Всесвітнє антидопінгове агентство оскаржило рішення Національного антидопінгового агентства Індії, яке дозволяло спортсмену брати участь у змаганнях навіть після того, як він провалилв тест на допінг, який дав позитивний результат на анаболічні стероїди.

## Спортивні результати на міжнародних змаганнях

### Виступи на Олімпіадах
| Змагання                    | Збірна | Вагова категорія          | Місце |
| --------------------------- | ------ | ------------------------- | ----- |
| Літні Олімпійські ігри 2012 | Індія  | вільна боротьба, до 74 кг | 13    |

### Виступи на Чемпіонатах світу
| Змагання                        | Збірна | Вагова категорія          | Місце  |
| ------------------------------- | ------ | ------------------------- | ------ |
| Чемпіонат світу з боротьби 2010 | Індія  | вільна боротьба, до 74 кг | 18     |
| Чемпіонат світу з боротьби 2011 | Індія  | вільна боротьба, до 74 кг | 25     |
| Чемпіонат світу з боротьби 2013 | Індія  | вільна боротьба, до 74 кг | 5      |
| Чемпіонат світу з боротьби 2015 | Індія  | вільна боротьба, до 74 кг | Бронза |

### Виступи на Чемпіонатах Азії
| Змагання                       | Збірна | Вагова категорія                 | Місце  |
| ------------------------------ | ------ | -------------------------------- | ------ |
| Чемпіонат Азії з боротьби 2007 | Індія  | вільна боротьба, до 74 кг        | 7      |
| Чемпіонат Азії з боротьби 2010 | Індія  | вільна боротьба, до 74 кг        | Золото |
| Чемпіонат Азії з боротьби 2013 | Індія  | вільна боротьба, до 84 кг        | 5      |
| Чемпіонат Азії з боротьби 2015 | Індія  | вільна боротьба, до 74 кг        | Бронза |
| Чемпіонат Азії з боротьби 2015 | Індія  | греко-римська боротьба, до 80 кг | 5      |
| Чемпіонат Азії з боротьби 2021 | Індія  | вільна боротьба, до 79 кг        | Бронза |

### Виступи на Азійських іграх
| Змагання           | Збірна | Вагова категорія          | Місце  |
| ------------------ | ------ | ------------------------- | ------ |
| Азійські ігри 2006 | Індія  | вільна боротьба, до 74 кг | 8      |
| Азійські ігри 2010 | Індія  | вільна боротьба, до 74 кг | 7      |
| Азійські ігри 2014 | Індія  | вільна боротьба, до 74 кг | Бронза |

### Виступи на Кубках світу
| Змагання                    | Збірна | Вагова категорія          | Місце |
| --------------------------- | ------ | ------------------------- | ----- |
| Кубок світу з боротьби 2020 | Індія  | вільна боротьба, до 74 кг | 13    |

### Виступи на Чемпіонатах Співдружності
| Змагання                                | Збірна | Вагова категорія          | Місце  |
| --------------------------------------- | ------ | ------------------------- | ------ |
| Чемпіонат Співдружності з боротьби 2007 | Індія  | вільна боротьба, до 74 кг | Срібло |
| Чемпіонат Співдружності з боротьби 2011 | Індія  | вільна боротьба, до 74 кг | Срібло |

### Виступи на Іграх Співдружності
| Змагання                | Збірна | Вагова категорія          | Місце  |
| ----------------------- | ------ | ------------------------- | ------ |
| Ігри Співдружності 2010 | Індія  | вільна боротьба, до 74 кг | Золото |

### Виступи на інших змаганнях
| Змагання                                                        | Збірна | Вагова категорія          | Місце  |
| --------------------------------------------------------------- | ------ | ------------------------- | ------ |
| Міжнародний меморіал Дейва Шульца 2012                          | Індія  | вільна боротьба, до 84 кг | 4      |
| Олімпійський кваліфікаційний турнір з боротьби 2012 (Астана)    | Індія  | вільна боротьба, до 74 кг | 5      |
| Олімпійський кваліфікаційний турнір з боротьби 2012 (Тайюань)   | Індія  | вільна боротьба, до 74 кг | 8      |
| Олімпійський кваліфікаційний турнір з боротьби 2012 (Гельсінкі) | Індія  | вільна боротьба, до 74 кг | Золото |
| Гран-прі «Харі Рам» 2012                                        | Індія  | вільна боротьба, до 74 кг | Срібло |
| Турнір міста Сассарі з боротьби 2015                            | Індія  | вільна боротьба, до 74 кг | Золото |
| Кубок Президента Казахстану з боротьби 2015                     | Індія  | вільна боротьба, до 74 кг | 4      |
| Pro Wrestling League 2015                                       | Індія  | команда                   | 4      |
| Гран-прі Іспанії з боротьби 2016                                | Індія  | вільна боротьба, до 74 кг | Бронза |
| Меморіал Маттео Пелліконе 2021                                  | Індія  | вільна боротьба, до 74 кг | 5      |

### Виступи на змаганнях молодших вікових груп
| Змагання                                     | Збірна | Вагова категорія          | Місце  |
| -------------------------------------------- | ------ | ------------------------- | ------ |
| Чемпіонат Азії з боротьби серед кадетів 2005 | Індія  | вільна боротьба, до 63 кг | Бронза |